# Гвюдмюндюр Бенедиктссон
Гвюдмюндюр Бенедиктссон (исл. Guðmundur Benediktsson, род. 3 сентября 1974, Акюрейри) — исландский футболист, футбольный тренер и телекомментатор.

## Биография

### Игровая карьера
Воспитанник клуба «Тор», начал играть в 1990 году за его основной состав. Два сезона провёл в Бельгии в составе клуба «Беерсхот», сыграв в его основном составе 4 матча. Значительную часть карьеры провёл в «Рейкьявике», выступал также за «Валюр» и бельгийский «Гел». Игровую карьеру закончил в 2009 году. Трижды становился чемпионом страны (1999, 2000 и 2002).
Дебют в сборной состоялся в 1994 году в матче против ОАЭ (забил единственный гол в матче), последний матч провёл в январе 2001 года против Чили.

### Тренерская карьера
С 2010 года Гвюдмюндюр стал работать тренером, возглавляя «Селфосс». Шесть голов, забитых юными тогда Йоном Дади Бёдварссоном и Видаром Эрном Кьяртанссоном, не позволили клубу успешно завершить выступления в чемпионате. С 2011 по 2014 год был в тренерском штабе «Брейдаблика», в 2014 году возглавил сам команду, но та заняла 7-е место, и Гвюдмюндюра уволили, заменив Арнаром Гретарссоном. В 2014—2016 годах Гвюдмюндюр был помощником тренера «Рейкьявика», но после пяти поражений в шести играх в чемпионате Исландии 2016 года был уволен.

### На телевидении
Гвюдмюндюр Бенедиктссон работает телекомментатором на исландском радио и телевидении. По решению вещательной компании RUV он был назначен ответственным за освещение всех событий и матчей чемпионата Европы 2016 года. В Интернете он обрёл популярность после матча группового этапа против Австрии, когда на последних минутах перешёл на истерические крики и визги после победного гола Арнора Траустасона. По собственному признанию комментатора, в момент гола он вообще не осознавал, что именно говорил. В матче 1/8 финала против Англии Бенедиктссон чуть не сорвал голос дважды: сначала после гола Колбейна Сигторссона, а затем и после финального свистка.

## Семья
Женат на футболистке Кристбьёрг Хельге Ингадоттир, внучке Альберта Гюдмюндссона. Есть сын Альберт Гюдмюндссон, выступающий за «ПСВ».